# 나지브 미카티
나지브 아즈미 미카티 (Najib Azmi Mikati, 1955년 11월 24일 ~)는 레바논의 정치인이자 사업가로, 2021년 9월부터 현재까지 레바논 총리로 재직하고 있으며, 2022년 10월 31일부터 레바논의 대통령 권한대행을 맡고 있다. 미카티는 과거에도 레바논 총리로 재직한 경력이 있는 인물이다. 2011년 6월부터 2014년 2월까지, 2005년 4월부터 7월까지 레바논 총리로 재직했으며, 1998년부터 2003년까지는 공공교통부 장관을 지냈다.
트리폴리의 수니파 무슬림 가문에서 태어난 미카티는 시리아 정부와 가까운 인물이었으며, 시리아와 레바논에서 여러 통신 프로젝트를 운용했다.
2005년에는 시리아군 철수에 따른 2005년 레바논 총선을 감독하는 과도 정부 제1기 미카티 내각을 이끌었다. 2011년, 미카티는 3월 8일 동맹의 지원을 받는 제2기 미카티 내각을 이끌었으며, 2013년에 사임하였다. 마카티는 2000년부터 2005년까지 트리폴리를 대변하는 국회의원을 지냈으며, 2009년, 2018년에 재선되었다. 2021년 7월, 레바논 총리로 지명되었다.
포브스에 따르면, 미카티는 레바논에서 가장 부유한 사람으로, 2021년 기준으로 25억 달러에 이르는 순자산을 보유하고 있다. 미카티는 여러 차례 부패 혐의를 받았으며, 불법 이익을 챙긴 혐의로 기소된 바 있다.